# Davide Martinelli
Davide Martinelli (ur. 31 maja 1993 w Brescii) – włoski kolarz szosowy.

## Osiągnięcia
Opracowano na podstawie:

2011
- 3. miejsce w Gran Premio dell'Arno
- 1. miejsce w mistrzostwach Włoch juniorów (jazda indywidualna na czas)
- 2. miejsce w 3Tre Bresciana
- 1. miejsce w Trofeo Emilio Paganessi
- 1. miejsce w Memorial Davide Fardelli

2012
- 3. miejsce w Circuito del Porto
- 2. miejsce w mistrzostwach Włoch U23 (jazda indywidualna na czas)

2013
- 3. miejsce w Circuito del Porto
- 1. miejsce w mistrzostwach Włoch U23 (jazda indywidualna na czas)

2014
- 1. miejsce w mistrzostwach Włoch U23 (jazda indywidualna na czas)
- 2. miejsce w mistrzostwach Europy U23 (jazda indywidualna na czas)
- 1. miejsce w klasyfikacji punktowej Tour de l’Avenir

2015
- 3. miejsce w Gran Premio Industrie del Marmo
- 1. miejsce w mistrzostwach Włoch U23 (jazda indywidualna na czas)
- 3. miejsce w mistrzostwach Europy U23 (start wspólny)
- 3. miejsce w Chrono Champenois

2016
- 1. miejsce na 2. etapie Tour de La Provence
- 1. miejsce na 1. etapie Tour de Pologne

2018
- 1. miejsce w Hammer Limburg (drużynowo)
- 1. miejsce na 1. etapie Adriatica Ionica Race (jazda drużynowa na czas)
- 2. miejsce w Hammer Hong Kong (drużynowo)

2019
- 1. miejsce na 2. etapie Hammer Stavanger (drużynowo)
- 1. miejsce w Hammer Limburg (drużynowo)
  - 1. miejsce na 1. i 2. etapie (drużynowo)
- 3. miejsce w mistrzostwach Europy (mieszana jazda drużynowa na czas)

## Rankingi
| Rok             | 2012 | 2013 | 2014 | 2015 | 2016 | 2017 | 2018 | 2019 | 2020  | 2021  | 2022  | 2023  |
| --------------- | ---- | ---- | ---- | ---- | ---- | ---- | ---- | ---- | ----- | ----- | ----- | ----- |
| UCI World Tour  |      |      |      |      | 184. | 432. | 399. |      |       |       |       |       |
| World Ranking   |      |      |      |      | 532. | 850. | 850. | 655. | 1677. | 2339. | 1749. | 3320. |
| UCI Europe Tour | 632. | 633. | 398. | 156. | 508. | 541. | 612. | 486. | 1245. | 1561. | 1146. | -     |
| UCI Asia Tour   | -    | -    | -    | -    | -    | -    | 389. |      |       |       |       |       |
|                 |      |      |      |      |      |      |      |      |       |       |       |       |
| Źródło: UCI     |      |      |      |      |      |      |      |      |       |       |       |       |